# انار و بادگیر
انار و بادگیر کتابِ شعری است سرودهٔ صادق رحمانی. این کتاب که شعرهایی به زبان اچمی و گویش گراشی را در بر می‌گیرد، در سال ۱۳۷۳ منتشر شد و در ۱۳۸۴ به چاپ دوم رسید. انار و بادگیر محتوی بر اشعاری در قالب‌های دوبیتی، مثنوی، غزل و چهارپاره است که نخستین اثر ادبی منسجم به زبان اچمی محسوب می‌شود.
مضامینی همچون عشق، نوستالژی و سنت‌های محلی، درون‌مایهٔ اصلی اشعار این کتاب را شکل داده‌اند. در کنار این‌ها، طنز، حماسه و غربت نیز با بسامدی کمتر دیده می‌شوند. استفادهٔ شاعر از آرایه‌های ادبی محدود است و به چند نمونهٔ اغراق، تشبیه و جناس خلاصه می‌شود. همین امر باعث افزایش عنصر «صمیمیت» در انار و بادگیر شده است. شاعر در این کتاب به استفادهٔ فراوان از واژه‌های محلی پرداخته است و تلاش می‌کند از این راه، به حفظ زبان کمک کند.
منتقدان، نقاط قوت رحمانی در انار و بادگیر را نگاه کنجکاوانه و دقیق او به فرهنگ عامهٔ منطقه، تسلط بر ظرافت‌های زبانی و آشنایی با ضرباهنگ‌های بومی، بازآفرینی مضامین در فضاها و تصاویر نو و پیوند دادن میان تمثیلات فولکلور و زندگی امروز مردم منطقه عنوان کرده‌اند. همچنین وجود برخی اشعار ناهمخوان با فضای کلی کتاب و جبهه‌گیری نامشخص شاعر در پرداختن به مضمون نوستالژی، ضعف‌های کتاب از دید این منتقدان است.
دوبیتی‌های انار و بادگیر با استقبال زیادی از سوی مردم محلی مواجه شد و به زودی به زبان روزمرهٔ آن‌ها راه یافت. به طوری که بسیاری این اشعار را اشعار فولکلور و قدیمی می‌دانند. همچنین اشعار این کتاب بارها و به روش‌های گوناگون مورد بازخوانی قرار گرفته است.

## پیش‌زمینه

### زبان و ادبیاتِ اچمی
پیش از انار و بادگیر نوشته‌های پراکنده‌ای دربارهٔ ویژگی‌های زبانی و ادبیات اچمی وجود داشت؛ ولی این کتاب نخستین تلاش در آفرینشِ یک اثرِ ادبیِ اچمی بود. هدفِ شاعر از سرایش به زبانِ محلّی حفظِ آن زبان است و، به همین علّت، سعی در استفادهٔ فراوان از واژه‌های محلّی در بعضی اشعار دارد. نظام‌الدّین کامیاب بعضِ لغاتِ استفاده‌شده در انار و بادگیر همچون آوَّسَّه به معنی «افتادن» و تاک به معنی «لنگه و جفت» که نزدیکی بسیاری به واژه‌های پهلوی دارند را گواهِ نزدیکیِ گویشِ گراشی با زبانِ فارسیِ میانه گفته است. رحمانی در اشعارش از هر دو گونهٔ ناساگی و بلئلزیِ گویشِ گراشی به تناوب استفاده کرده است.

### شاعر

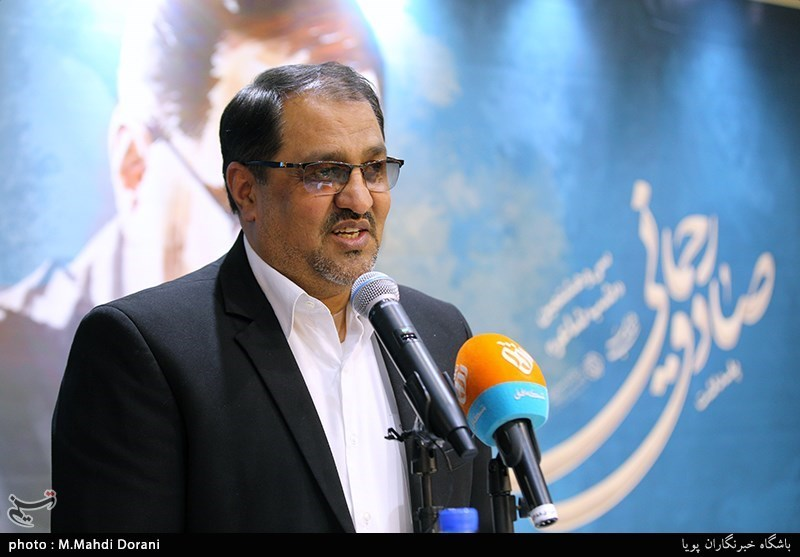
رحمانی در ۱۳۹۶

صادق رحمانی (۱۳۴۴، گراش) از کودکی و به‌واسطهٔ پدرش، که شاعر بود، با شعر آشنا شد و تحت تأثیر کتاب فرهنگ لارستانی، به تحقیق در فرهنگِ عامّه روی‌آورد. در نوجوانی نخستین اشعارش را سرود، اما ورود جدی او به فضای شعر و ادبیات ایران، زمانی که در حوزهٔ علمیهٔ قم تحصیل می‌کرد اتفاق افتاد. او یک سال پیش از انتشار انار و بادگیر، اولین مجموعهٔ شعرش را به زبان فارسی و با عنوان با همین واژه‌های معمولی منتشر کرده بود.

## سرایش و انتشار
چاپ اول انار و بادگیر در تابستان ۱۳۷۳ و با شمارگان ۲۰۰۰ نسخه در قطع رقعی و جلد شومیز، توسط انتشارات همسایه در قم انجام شد. این کتاب در نخستین چاپ ۹۶ صفحه و ۱۸۰ تومان قیمت داشت. همچنین مقدمه‌ای نوشتهٔ احمد اقتداری با عنوان «ترنم زبان مادری» تنها مقدمهٔ کتاب در اولین چاپ آن بود. نشر همسایه این کتاب را در سال ۱۳۸۴ و این بار در تهران به چاپ دوم رساند که نسبت به چاپ اول، چندین نوشتهٔ توصیفی در مقدمه به آن افزوده شده بود. چاپ دوم انار و بادگیر ۱۲۷ صفحه و ۱۰۰۰ تومان قیمت داشت.

جلد چاپ یکم

طرح جلد چاپ نخست شامل یک فانوس، یک قوری چینی و یک منقل بود که دو عدد انار درون آن قرار داشت. این طرح به اعتقاد احمد حبیبی، پژوهشگر و استاد دانشگاه، هم زندگی سنتی مردم جنوب ایران را یادآوری می‌کرد و هم با اشعار فولکلور کتاب هماهنگ بود. او منقل و انار را از عناصر یک محفل سنتی شروه‌خوانی در زمستان دانسته است؛ منقل در زمستان‌های خشک مناطق بیابانی جنوب، عنصری گرمابخش بوده و انار در کنار چای و تخمه، از ویژگی‌های یک مجلس سنتی است. حبیبی نبود تصویری از بادگیر را — که هم نمادی از معماری کرانه‌های و پس‌کرانه‌های جنوب ایران است و هم با عنوان کتاب هماهنگ است — بر روی جلد چاپ نخست، از ضعف‌های آن دانسته بود که در جلد چاپ دوم برطرف شده است. اسدالله نوروزی، استاد دانشگاه، جلد چاپ دوم را «رنگ‌پریده‌تر» و «فاقد آب و رنگ سابق» توصیف کرده است.

رحمانی اشعار مندرج در این کتاب را در بازهٔ سال‌های ۱۳۶۹ تا ۱۳۷۳ سروده است. او در آغاز کتاب با درج تقدیم‌نامه‌ای، اثرش را به دوستش احمد سرخوش تقدیم کرده است. در ادامه، یک قطعه شعر نیمایی از سید علی میرافضلی به چشم می‌خورد که نام انار و بادگیر از آن شعر اقتباس شده است:
این کتاب نخستین اثر منسجم ادبی به گویش گراشی و زبان اچمی بود و همین موضوع، شاعر را با دشواری‌هایی روبرو می‌کرد. عمده‌ترین مشکل در چاپ این کتاب، فقدان اثر مکتوب به زبان محلی بود که موجب اختلاف در شیوهٔ نگارش و آوانگاری اشعار می‌شد. برای حل این مشکل در انار و بادگیر، تمامی اشعار آوانگاری شده‌اند، کلمات مهم توضیح داده شده‌اند و همچنین کلمات در ساختار جملهٔ فارسی معنا شده‌اند. انار و بادگیر به ترتیب هفت و یازده سال پیش از آثار اچمیِ بعد از خودش، فرهنگ قدیم لار سرودهٔ محمدکاظم احمدی لاری و گزیدهٔ اشعار لاری و فارسی سرودهٔ محمدجعفر طالع‌زاده، منتشر شد. اسدالله نوروزی به مقایسه‌ای میان این سه اثر پرداخته و انار و بادگیر را علی‌رغم حجم کمتر، دارای کیفیتی به مراتب بهتر می‌داند که در صفحه‌پردازی و آوانگاری قابل قبول، ترجمهٔ اشعار به فارسی، معنی‌کردن کلمات و درج پاورقی‌های لازم نمود یافته است.

## محتوا
محتوای کتاب در چاپ اول، علاوه بر مقدمهٔ احمد اقتداری، شامل راهنمای آوانگاری، هجده دوبیتی بومی، چهار شعر بلند بومی شامل دو مثنوی، یک غزل و یک چهارپاره، مؤخره‌ای با عنوان «من دوست چیزهای فراموش‌شده‌ام» در چهار صفحه و واژه‌نامه‌ای در بیست و چهار صفحه است. پس از انتشار کتاب، نقدها و یادداشت‌های متعددی توسط نویسندگان و شاعرانی چون غلامعلی حداد عادل، نظام‌الدین کامیاب، محمدباقر وثوقی و دیگران بر آن نوشته شد که برخی از آن‌ها در آغاز چاپ دوم کتاب آمده است. چینش دوبیتی‌ها ترتیب الفبایی ندارد و واژه‌های بومی به‌کاررفته در هر دوبیتی، در پانوشت همان صفحه ترجمه شده‌اند. در واژه‌نامهٔ آخر کتاب نیز تمامی این واژه‌های بومی با آوانگاری لاتین و ترجمهٔ فارسی تکرار شده‌اند. حروف‌چینی کتاب با وسواس و دقت همراه است که به هماهنگی بیشتر در صفحه‌آرایی منجر شده است. بخش پایانی کتاب، مؤخره‌ای است شعرگونه که شاعر در آن چکیده‌ای از مفاهیم موجود در اشعار محلی‌اش را به نثر بیان کرده است و مخاطبش بیشتر خوانندهٔ غیربومی است. او همچنین در این بخش از دوستان و کسانی که الهام‌بخشش بوده‌اند یاد نموده و سپاسگزاری کرده است.
مثنوی «کئوشکن» در این کتاب با سایر اشعار تفاوت دارد و می‌توان آن را در دستهٔ اشعار آموزشی قرار داد. شاعر در این یک شعر سعی می‌کند با استفادهٔ بسیار از واژه‌های بومی، به حفظ آن‌ها کمک کند. با این وجود باز هم از «شاعرانگی» برخوردار است. رحمانی در اشعارش از آرایه‌هایی نظیر اغراق، تشبیه و جناس استفاده کرده است. او همچنین با علم به ثقیل‌بودن ساختار فعل در زبان اچمی، تلاش کرده است تا با استفادهٔ حداقلی از ساده‌ترین ساخت افعال ماضی و مضارع، اشعارش را روان‌تر کند. این امر موجب استفادهٔ بیشتر شاعر از ترکیبات اضافه، حروف اضافه و حروف ربط شده است.

## درون‌مایه
در اشعار انار و بادگیر دو مضمون «عشق» و «حماسه» که از مضامین رایج در ادبیات محلی است، با هم تلفیق شده‌اند. این دو سپس به شکلی خاص با «طنز» درآمیخته‌اند. گاهی نیز «دردهای اجتماعی»، مضمون اشعار این کتاب است. اندیشه‌های شاعر که در شخصیت‌های بازنمایی‌شده‌ای همچون «حاجی مِشْکال»، «حاجی فلامرز» و «علی‌مرد» نمایان است، جلوه‌ای است از انسانیت، بزرگ‌منشی، قناعت، شجاعت، شور، احساس و حماسه. رحمانی در اشعار بومی‌اش علاوه بر استفاده از واژه‌های محلی، دیگر عناصر اشعار مردمی و قدیمی گراش را هم بازآفرینی کرده است. به‌کارگیری آرایه‌ها و تکنیک‌های شعری در انار و بادگیر بسیار محدود و جهت ایجاد وحدت موضوع است و از روانی اثر نمی‌کاهد. این نکته، باعث ایجاد نوعی «صمیمیت» در شعر رحمانی شده است. استفاده از اسامی افراد مانند «رباب»، «خال کُربو»، «سبزعلی»، «عبدل»، «خدارحم»، «حاجی مشکال» و غیره، یکی دیگر از عوامل ایجاد صمیمیت در این اشعار است. این اسامی گاه به شکل نوع استفاده می‌شوند و اشاره به یک شخصیت واقعی ندارند؛ مانند «رباب» و «خال کربو». گاهی نیز همانند «حاجی مشکال» به یک شخصیت واقعی اشاره می‌کنند. نقطهٔ قوت رحمانی در بازآفرینی مضامین آشنای اشعار محلی همچون عشق، غربت و نوستالژی در ساختارهای واژگانی و تصویری جدید است.

### نوستالژی
تا فَسیلِ خونَه‌یامو بی‌دَلِن
تا کیامت زنگ آبادی کَلِن

اشعار انار و بادگیر، تصاویر آشنای گذشته را برای مخاطب امروزی بازسازی می‌کند.
رحمانی در اشعار بلندش تلاش می‌کند تا به کمک واژه‌ها، فضای فرهنگی دور و کهنه را بازسازی کند. او حال‌وهوای کودکی خویش و فضای سنتی شهرش را به تصویر می‌کشد و سعی دارد ضمن بازنمایی زوایای فراموش‌شدهٔ آن، صحنه‌های به‌یادماندنی و آشنای گذشته را به زمان حال منتقل سازد. به نوشتهٔ احمد حبیبی، شاعر در این کتاب به دنیای کودکی خود نظر دارد و در میان خاطراتش سراغ «خانهٔ پدری» را می‌گیرد. رحمانی تلفیقی از «رنج» و «نوستالژی» را در اشعارش متبلور کرده و پیوند خود با زادبومش را در این کتاب نشان داده است. حبیبی مثنوی «دادامِلاکِ» را شاخص شعرهای انار و بادگیر و مانیفست اشعار گراشیِ صادق رحمانی می‌داند که شاعر، تمام قدرت و توان خود را در آن گنجانده است. این مثنوی با اندوه، از گذشته‌های فراموش‌شده و عناصر حاضر در آن یاد می‌کند و شاعر غبطهٔ آن‌ها را می‌خورد. مضمون اصلی این مثنوی «نوستالژی» است و شاعر با بیانی روایی، روشن، قدرتمند و توصیف‌گر، خواننده را به بازگشت به اصالت و زادبوم فرامی‌خواند. او با اشاره به بازی‌های محلی، افسانه‌های فراموش‌شده، کوچه‌ها و خانه‌ها، ظروف سفالی و عناصری از این قبیل، در دنیای کودکی خود سیر می‌کند و به دنبال وقایع و حوادث شهرش می‌گردد. او گاه از زبان خود و گاه از زبان شخصیت‌های شعری‌اش حکایت‌های گذشته را بازگو می‌کند. در مثنوی «کئوشکن»، شاعر به استفادهٔ فراوان و واضح از واژه‌های محلیِ در حال فراموشی روی آورده و از وسیله‌ها، ابزارها، اشیا و روابط محلی قدیمی، با نگاهی توأم با حسرت و نوستالژی یاد می‌کند. همچنین به نظر می‌رسد که شاعر با نوعی نوستالژی فردی روبروست که وقتی از خاطرات خوشایند گذشته صحبت می‌کند، همه‌چیز شیرین است و وقتی با مسائلی مهاجرت و سفر و سختی‌های ناشی از آن‌ها مواجه می‌شد، همه‌چیز رو به تلخی می‌رود.

### عشق
تِکِ مَدْبَخ لِئِه کَئْلون تَش اُشْکِه
یَواشِ اِز تِکِ مَدْبَخ چَش اُشْکِه
اَگَه بَر خرمنِ عمرُم تَش اُشْزَت
چَشُش محضِ دلُم کارِ خَش اُشْکِه

قوت رحمانی در ساخت تصاویر عاشقانهٔ نو و بدیع است.
عشق در دوبیتی‌های انار و بادگیر، رنگ بومی و صادقانهٔ خود را حفظ کرده است. با این وجود اما اسیر کلیشه‌های رایج نیست و به جای استفاده از تصاویر دشت و بیابان که در اشعار متقدمانی چون باباطاهر و فایز یافت می‌شود، عشق را در فضاهایی نو و آشنا به تصویر می‌کشد. دوبیتی «کارِ خَش» از نمونه‌های موفق این مقوله است که عاشقانگی واژه‌هایش به دلیل ارتباط تصویری با فضای خلق‌شده است و نه به دلیل ارتباط بین‌متنی با اشعار دیگر. افزودن کارکرد عاشقانه به واژهٔ کَئْلون (قلیان)، هم‌نشینی‌اش با تَش (آتش) و بداعت در ساخت تصویر «نگاه‌کردن از مَدْبَخ» (مطبخ)، منجر به آفرینش یک فضای جدید عاشقانه شده است. این شکل از آفرینش‌های نو در اشعار دیگر این مجموعه نیز ادامه یافته است. جدای از دوبیتی‌ها، غزل «خیلی دِلُم اُشْبا» نیز درون‌مایه‌ای از عشق دارد و شاعر در آن با معشوق خیالی و ازلی خود درد دل می‌کند.

### غربت
در شعر رحمانی، نوآفرینی در مضمون غربت نیز همانند مضمون عشق دیده می‌شود. غربت در این اشعار یک مفهوم فردی نیست، بلکه یک مفهوم اجتماعی است و مشخصاً به غربت جمعیِ ناشی از سفر و مهاجرت مردم آن منطقه به سواحل جنوبی خلیج فارس می‌پردازد. این مضمون نه در فضاهای حسی و فردی که در فضایی انتقادی و اجتماعی بیان می‌شود. این غربت گاه در قالب طنزی تلخ روایت می‌شود و گاه در قالبی داستانی جای می‌گیرد و لحنی مهربانانه و مادرانه دارد. شاعر، این مضمون را در چند دوبیتی که به سفر به دبی و قطر اشاره می‌کند، دنبال کرده است.

### حماسه
خبر بِبْری بَرِ رُسَّم، بَرِ زال
بَرِ اسفندیارِ بی‌دم‌ویال
بُگِه اُشْگُت گِئلِ بی‌خود مَکُ تِه
اَما رُسَّم مُواِسِّن؛ حاجی مِشْکال

بخشی از حماسه در انار و بادگیر با رگه‌هایی از طنز همراه است.
حماسه در انار و بادگیر در قالب بخشی از شخصیت‌ها نمود پیدا کرده است. این شخصیت‌ها که افراد حقیقی هستند، گاه شکلی از حماسه را به دوش می‌کشند که با طنزی خفیف همراه است و گاه راوی اتفاقاتی هستند که در فرهنگ محلی رنگی حماسی گرفته‌اند. شاعر، حماسهٔ طنزآمیز را در شخصیت «حاجی مِشْکال» و گوشه‌ای حماسه‌گونه از تاریخ گراش را در شخصیت «علی‌مرد» متبلور ساخته است. به اعتقاد حبیبی، صرف پرداختن به شخصیت‌ها هدف شاعر نیست؛ بلکه او تلاش دارد تا به‌وسیلهٔ این شخصیت‌ها، بخشی از وقایع تاریخی شهرش را بیان کند.

### طنز
دوبیتی‌های رحمانی دو مسیر «طنز» و «جدی» را دنبال می‌کنند. محمدباقر وثوقی، استاد دانشگاه، طنز آمیخته با عشق و حماسه را از ویژگی‌های مختص به گویش گراشی می‌داند. به اعتقاد او این ویژگی و صراحت لهجهٔ گویشوران گراشی به گونه‌ای است که وقتی آنان این اشعار را می‌خوانند، طنز خود را در پوششی از مضامین عاشقانه و حماسی می‌نمایاند. این طنز در شعر رحمانی هرچند گزنده، اما با صداقت بیان و به دور از پرداخت‌های پیچیدهٔ شعری آمده است. طنز یکی از مشخصه‌های همیشگی اشعار محلی و مردمی است که در شعر شفاهی گراش، گاه به صورت طنز ممنوعه نیز وجود داشته است. این مضمون در انار و بادگیر از هزل و هجو فاصله گرفته و شکلی اخلاقی و انتقادی دارد. این عنصر گاه صرفاً در لحن اتفاق می‌افتد، اما در بیشتر موارد به صورت انتقاد اجتماعی است و به سنت‌های رایج اما اشتباه و غم غربت ناشی از سفر و مهاجرت اشاره می‌کند.

### سنت
پُسِ بالابلندُم تا گَطَر چو
چَشِ نُمزادِ کاچُش اَنْدَتَر چو
سه چار سالی اَبِه خطُّش نِه‌اُنْتِن
شُوِ چارشَمْبِدِ ماه صفر چو

اشاره به باورهای سنتی در انار و بادگیر به صورت غیرمستقیم اتفاق می‌افتد.
فرهنگ عامیانه یکی دیگر از موضوعاتی است که در شعر رحمانی بازتاب یافته است. او به باورهای عامیانهٔ نادرستی که در جامعهٔ محلی‌اش رواج دارند، انتقاد می‌کند و ساده‌زیستی را خصلتی ارزشمند برای انسان می‌داند که به باور حبیبی، بیانگر تعهد زندگی اخلاقی و نه فقط زیبایی‌شناختی از سوی شاعر است. اشاره به رسومات اجتماعی در اشعار این کتاب نه به صورت مستقیم، بلکه در دل فضاهای دیگر اتفاق می‌افتد. دوبیتی «چارشَمْبِدِ ماه صفر» یکی از نمونه‌های این قبیل اشارات است. شاعر در این شعر برای اشاره به باور نحوست آخرین چهارشنبهٔ ماه صفر در بین مردم گراش، فضایی داستانی را خلق می‌کند. این داستان، روایتی است از زبان مادری که پسرش برای امرار معاش راهی کشور قطر شده است. همسر پسر، در چشم‌انتظاری دچار بیماری‌های جسمی و روحی می‌شود. مادر که مدت زیادی است خبر و نامه‌ای از پسرش ندارد، تمامی این مصیبت‌ها را به رفتن پسر در چهارشنبهٔ آخر ماه صفر و نحسی این روز نسبت می‌دهد. در این دوبیتی به عناصری همچون افتخار به داشتن پسر، مسافرت و مهاجرت دیرباز اقتصادی، تجاری و فرهنگی مردم منطقهٔ جنوب مرکزی به سواحل جنوبی خلیج فارس، مشکلات ناشی از طولانی‌بودن این سفرها برای خانوادهٔ مسافران و تأثیرش بر سلامت آنان، اختلاف رایج مادرشوهر و عروس به گونه‌ای که مادر، پسرش را «بالابلند» و عروسش را «لوچ» خطاب می‌کند و دشواری و محدودیت ارتباط با مسافر با توجه به نبود فناوری امروزی ارتباطی اشاره‌هایی شده است. از آنجا که امروزه زنان اصلی‌ترین پاسبانان این باورها هستند، شاعر نقش «مادر» را برای روایت انتخاب کرده است و انتقادش را با لحنی مادرانه و خودمانی بیان می‌کند.

## بازخورد

### نقد
غلامعلی حداد عادل در نامه‌ای به رحمانی، این کتاب را «لطیف و سودمند» دانسته است. احمد حبیبی اشعار و ترانه‌های کتاب را «دلنشین» توصیف کرده است. او وجود بخش «نشانه‌های آوایی» در ابتدای کتاب را نشانهٔ علمی‌بودن اثر، و نگاه کنجکاوانه و دقیق شاعر به فرهنگ عامهٔ منطقه را از نقاط قوت کتاب می‌داند. او همچنین واژه‌نامهٔ کتاب را برای زبان‌شناسان مفید و کارساز قلمداد کرده است. ایران کلباسی معتقد است که نگارش اشعار اچمی انار و بادگیر با الفبای فارسی، همراه با ترجمهٔ آن‌ها به زبان فارسی و نیز نویسه‌گردانی متن اچمی با الفبای لاتین، موجب فهم آسان‌تر آن‌ها توسط خوانندهٔ غیربومی شده است. احمد اقتداری در بخشی از مقدمه‌اش بر کتاب از دقت شاعر در انتخاب موضوعات، استفاده از واژه‌های کهنه و پیوند دادن میان تمثیلات فولکلور و زندگی روزمرهٔ امروزین مردم گراش تمجید کرده است. اسدالله نوروزی با گلایه از چاپ دوم کتاب نوشته است که «به جز اضافه‌شدن چند مقاله، اضافاتی در اشعار آن به وجود نیامده است.» عنایت‌الله نامور، پژوهشگر ادبی، دوبیتی‌های انار و بادگیر را نمونه‌های محکم و جالب‌توجهی از دنبالهٔ شروه‌سرایی در فرم و محتوایی نوین می‌داند. او معتقد است که این تلاش رحمانی، موجب ایجاد فضایی متفاوت در دوبیتی‌سرایی به زبان اچمی و وسیع‌تر شدن گسترهٔ آن شده است.
محمدباقر وثوقی یکی از ویژگی‌های برتر این کتاب را «دقت و وسواس شاعر در پرداخت نهایی کتاب و نحوهٔ بررسی واژه‌های بومی» می‌داند. او تسلط شاعر بر ظرافت‌های زبانی و فرهنگی منطقه‌اش و نیز آشنایی با ضرباهنگ‌های خاص بومی را می‌ستاید و قدرت تصویرسازی و خلق تشبیهات و تعابیری که برای خوانندهٔ محلی آشناست و گاه ترجمهٔ آن به فارسی ممکن نیست را از نقاط قوت کتاب می‌داند. این امر موجب عدم نیاز شاعر به وام‌گرفتن از واژه‌های زبان رسمی در لابه‌لای اصطلاحات محلی، به‌خصوص در دوبیتی‌ها، شده است. او فقدان مقدمه‌ای دربارهٔ ویژگی‌های گویش گراشی را از ضعف‌های کتاب می‌داند. همچنین او معتقد است که مثنوی «کئوشکن» با فضای کلی کتاب همخوان نیست و شایسته بود که در مجموعهٔ دیگری گنجانده می‌شد. او واژه‌نامهٔ کتاب را نیز نیازمند اصلاح می‌بیند.
به باور خواجه‌پور، نوستالژی در انار و بادگیر به مثابهٔ شمشیری دولبه است. شاعر در برخی اشعار از سنت‌ها انتقاد می‌کند و قائل به تجدیدنظر در آن‌هاست و در برخی دیگر از اشعار، تکنولوژی‌های جدید را مایهٔ بدبختی و دور شدن از زندگی صمیمانهٔ گذشته می‌بیند. بدین ترتیب هر دو شکل مثبت و منفی نوستالژی در شعر رحمانی قابل مشاهده است. با تمام این تفاسیر، این کتاب را می‌توان نمونهٔ موفقی از بازآفرینی عناصر موجود در اشعار محلی، به زبان بومی در قالب شعر کلاسیک دانست.

### استقبال
از کتاب انار و بادگیر استقبال فراوانی شد و اشعار آن به زبان روزمرهٔ مردم و نیز مراسم‌های مختلف شادی راه پیدا کرد. همچنین به عنوان نمونه‌ای از اشعار گراشی، الگوی دیگر شاعران محلی‌سرا قرار گرفت. با این حال، بیشتر این اشعار از منظر دقت، دوراندیشی، سادگی و حس، در درجه‌ای پایین‌تر از اشعار انار و بادگیر قرار دارند. اشعار کتاب انار و بادگیر چنان در بین مخاطبانش همه‌گیر شد که امروزه گاه از آن‌ها به عنوان اشعار قدیمی گراشی یاد می‌شود.
حسن حسینی، خواننده و آهنگساز، پنج دوبیتی از انار و بادگیر با عناوین «عَغْدِ رُباب»، «دُتِ آمِم»، «غربت»، «رِئخِ‌بازی» و «کارِ خَش» را روی یک ملودی ایرانی-افغانی خوانده است. این قطعه که «تارِ کَلی» نام دارد، از اواخر دههٔ ۱۳۸۰ بارها در کنسرت‌های خواننده اجرا شده بود. این اثر در آذر ۱۳۹۹ ضبط استودیویی شد و در ۱۴۰۲ رسماً انتشار یافت. «تار کلی» در فضایی بومی ساخته شده و فرزانه نادرپور نیز به عنوان همخوان در آن حضور دارد.
رحمانی در سال ۱۴۰۳ دومین مجموعهٔ اشعار بومی خود را با عنوان بَرَساتی منتشر کرد که از سوی رسانه‌ها و به صورت غیررسمی، به عنوان جلد دوم انار و بادگیر معرفی شد. همچنین در این سال مسابقه‌ای مجازی برای خوانش هجده دوبیتی انار و بادگیر در هجده هفته و در قالب کلیپ تصویری توسط کودکان برگزار شد که به برندگان آثاری از رحمانی اهدا گردید.

## توضیحات
1. ↑  āowassa؛ به پهلوی: opastan
2. ↑  tāk؛ به پهلوی: tág
3. ↑  کفش‌کن
4. ↑  تا زمانی که نخل‌های خانه‌هامان بی‌گنجشک است
تا قیامت زنگ آبادی ما بی صداست[۲۷]
5. ↑  بازتاب نور تابیده‌شده بر سطح آب به دیوارهٔ آب‌انبار که دارای اعوجاج می‌باشد.
6. ↑  توی مطبخ بر قلیان آتش ریخت
به آهستگی از آنجا نگاهی کرد
اگر بر خرمن عمرم آتش زد
نگاهش به خاطر دلم کار خوبی کرد[۳۳]
7. ↑  خیلی دلم گرفته است
8. ↑  خبر ببرید برای رستم، برای زال
برای اسفندیار بی‌دم‌ویال
بگو، گفت چاخان بی‌خود نکن تو
ما رستم داریم؛ حاجی میرشکار[۳۹]
9. ↑  پسر بالابلند من تا به قطر رفت
چشم نامزد لوچش، لوچ‌تر شد
سه چهار سالی می‌شود که نامه‌اش نیامده
شب چهارشنبهٔ ماه صفر رفت[۴۷]
10. ↑  عقد رباب
11. ↑  دخترعمویم
12. ↑  یک قل دو قل
13. ↑  کار خوب
14. ↑  تشت سفالین
15. ↑  به معنی «فانوس»